# آیمان عمروفا
ایمان عمروفا (انگلیسی: Aiman Umarova؛) یک وکیل اهل قزاقستان است.
وی در سال ۲۰۱۸ برندهٔ جایزه بین‌المللی زنان شجاع شده‌است.

## زندگی‌نامه
او وکیل مدافع و عضو کانون وکلای منطقه‌ای آلماتی است.
او همچنین نماینده نامزد ریاست‌جمهوری ولادیمیر کوزلوف بود.